# Grasmineermotten
De grasmineermotten (Elachistidae) zijn een familie van vlinders in de superfamilie Gelechioidea. De familie telt ruim 3000 soorten in ruim 160 geslachten. In Europa komen ongeveer 200 soorten voor. Het typegeslacht van de familie is Elachista.
De larven komen in een groot aantal habitats voor, waaronder in opgerolde bladeren, in zaden, in stengels en vooral als bladmineerders.
De volwassen motten zetten de eieren vooral af op grassen.

## Onderfamilies
- Aeolanthinae
- Agonoxeninae - Kwastmotten
- Depressariinae
- Elachistinae
- Ethmiinae
- Hypertrophinae
- Parametriotinae
- Stenomatinae

## In Nederland waargenomen soorten
- Genus: Blastodacna
  - Blastodacna atra - (Appelkwastmot)
  - Blastodacna hellerella - (Meidoornkwastmot)
  - Blastodacna vinolentella - (Donkere kwastmot)
- Genus: Chrysoclista
  - Chrysoclista lathamella - (Donkere klinknagelmot)
  - Chrysoclista linneella - (Klinknagelmot)
- Genus: Elachista
  - Elachista adscitella - (Ruwe-smelemineermot)
  - Elachista albidella - (Witte zeggemineermot)
  - Elachista albifrontella - (Witkopgrasmineermot)
  - Elachista alpinella - (Alpenzeggemineermot)
  - Elachista apicipunctella - (Zilverpuntgrasmineermot)
  - Elachista argentella - (Witte grasmineermot)
  - Elachista arnoldi - (Gelijnde zeggemineermot)
  - Elachista atricomella - (Grote grasmineermot)
  - Elachista biatomella - (Duinzeggemineermot)
  - Elachista bifasciella - (Tweebandgrasmineermot)
  - Elachista bisulcella - (Duinrietmineermot)
  - Elachista canapennella - (Zilveren grasmineermot)
  - Elachista chrysodesmella - (Gevinde kortsteelmineermot)
  - Elachista cingillella - (Gierstgrasmineermot)
  - Elachista consortella - (Kustgrasmineermot)
  - Elachista dispilella - (Schapengrasmineermot)
  - Elachista eleochariella - (Waterbiesmineermot)
  - Elachista exactella - (Bochtige-smelemineermot)
  - Elachista freyerella - (Kleine grasmineermot)
  - Elachista gangabella - (Boskortsteelmineermot)
  - Elachista geminatella - (Veldbiesmineermot)
  - Elachista humilis - (Grijze grasmineermot)
  - Elachista kilmunella - (Wollegrasmineermot)
  - Elachista luticomella - (Geelkopgrasmineermot)
  - Elachista maculicerusella - (Grijsgevlekte grasmineermot)
  - Elachista nobilella - (Prachtgrasmineermot)
  - Elachista obliquella - (Geringde grasmineermot)
  - Elachista orstadii - (Grauwe grasmineermot)
  - Elachista poae - (Liesgrasmineermot)
  - Elachista pollinariella - (Gepuncteerde grasmineermot)
  - Elachista pomerana - (Haakbandgrasmineermot)
  - Elachista pullicomella - (Donkere grasmineermot)
  - Elachista rufocinerea - (Rossige grasmineermot)
  - Elachista scirpi - (Heenmineermot)
  - Elachista serricornis - (Gezaagde zeggemineermot)
  - Elachista stabilella - (Schorrengrasmineermot)
  - Elachista subalbidella - (Pijpenstrootjesmineermot)
  - Elachista subnigrella - (Kalkgraslandmineermot)
  - Elachista subocellea - (Geelbandgrasmineermot)
  - Elachista utonella - (Gevlekte zeggemineermot)
- Genus: Exaeretia
  - Exaeretia allisella - (Bijvoetplatlijfje)
- Genus: Heinemannia
  - Heinemannia festivella - (Pandamot)
- Genus: Perittia
  - Perittia farinella - (Grasgeestje)
  - Perittia obscurepunctella - (Kamperfoeliemineermot)
- Genus: Spuleria
  - Spuleria flavicaput - (Geelkopmot)
- Genus: Stephensia
  - Stephensia brunnichella - (Halsbandmineermot)

## Geslachten (II)
(Indicatie van aantallen soorten per geslacht tussen haakjes)
- Agonopterix  (244)
- Agonoxena  (4)
- Agrioceros  (6)
- Aristoptila  (1)
- Atachia  (2)
- Atmozostis  (1)
- Betroka  (1)
- Biselachista  (2)
- Blastodacna  (9)
- Cacochroa  (2)
- Calamograptis  (1)
- Cladobrostis  (1)
- Cleroptila  (1)
- Cosmiotes  (11)
- Cryphioxena  (1)
- Chrysoclista  (15)
- Depressaria  (152)
- Diacholotis  (1)
- Dicasteris  (1)
- Dicranoctetes  (2)
- Dystebenna  (1)
- Elachista Treitschke, 1833 (439)
- Elachistites  (2)
- Eretmograptis  (1)
- Erysiptila  (1)
- Ethmia  (293)
- Eupneusta  (1)
- Fuchsia  (2)
- Glaucacna  (1)
- Haplochrois  (22)
- Heinemannia  (3)
- Helcanthica  (1)
- Hemiprosopa  (1)
- Illantis  (1)
- Irenicodes  (5)
- Ischnopsis  (4)
- Macrocirca  (1)

- Martyrhilda  (1)
- Mendesia  (9)
- Microcolona  (32)
- Microperittia  (1)
- Mylocrita  (1)
- Myrrhinitis  (1)
- Nanodacna  (4)
- Nicanthes  (1)
- Ogmograptis  (2)
- Onceroptila  (2)
- Orophia  (24)
- Palaeoelachista  (1)
- Pammeces  (7)
- Paraperittia  (1)
- Perittia  (25)
- Perittoides  (1)
- Petrochroa  (7)
- Phaneroctena  (3)
- Phthinostoma  (5)
- Platyphyllis  (1)
- Polymetis  (1)
- Praemendesia  (1)
- Proterochyta  (1)
- Pseudethmia  (1)
- Psorosticha  (3)
- Ptilobola  (1)
- Ptilodoxa  (1)
- Semioscopis  (15)
- Sphecodora  (1)
- Spuleria  (1)
- Stephensia  (7)
- Swezeyula  (1)
- Symphoristis  (2)
- Telechrysis  (1)
- Urodeta  (20)
- Zaratha  (8)